# Lee Walker
Lee George Walker (* 11. Februar 1976 in Newbridge) ist ein walisischer Snookerspieler. 1994 wurde er erstmals Profi und spielte bis 2022 mit Unterbrechungen insgesamt 21 Jahre auf der Main Tour.

## Karriere

### Anfänge und erste Profijahre
Lee Walker ist in Newbridge im Süden von Wales geboren und aufgewachsen. Mit fünf Jahren begann er mit dem Snooker an einem eigenen Kinderbillardtisch. Später spielte er oft mit seinem Bruder in einem nahe gelegenen Snookerclub und nahm an Ranglistenturnieren im Juniorenbereich teil. Zweimal wurde er walisischer und einmal britischer Jugendmeister. 1993 gewann er die Welsh Masters und wurde im Jahr darauf mit 18 Jahren Snookerprofi.
Bereits in seiner ersten Saison 1994/95 erreichte er beim Thailand Open die Runde der letzten 128. Bei der Weltmeisterschaft verpasste er sie nur knapp nach einer 8:10-Niederlage gegen den Engländer Darryn Walker. Im Jahr darauf erreichte dreimal die Top 128. Einen großen Sprung nach vorne machte er dann in der Saison 1996/97. Beim Asian Classic und den German Open stieß er bis unter die letzten 64 vor und bei der Snookerweltmeisterschaft 1997 erreichte er nicht nur erstmals eine Hauptrunde, sondern kam bis ins Viertelfinale. Dabei besiegte er Spieler wie Dennis Taylor, Dave Harold und Alan McManus. Damit verbesserte er sich bis unter die Top 80 der Weltrangliste. Dank des Gruppensiegs im ersten Event der WPBSA Qualifying School konnte er seine Main-Tour-Berechtigung auch über einen strukturellen Umbruch auf der Tour hinaus behalten.
Herausragende Ergebnisse der folgenden Jahre waren Top-32-Platzierungen bei Weltmeisterschaft und German Open 1998, das Achtelfinale der Welsh Open und der UK Championship 1999. In der Weltrangliste machte Walker langsame Fortschritte und stand 2000 auf Platz 42. In den folgenden beiden Jahren konnte er die Erfolge aber nicht halten, lediglich bei der Benson & Hedges Championship, dem Qualifikationsturnier für das Masters, erreichte er größere Erfolge und stand 2001 im Viertelfinale. Das Turnier zählte jedoch nicht zur Weltrangliste und so fiel er bis 2003 wieder aus den Top 80 heraus.
Die Saison 2003/04 begann dann mit einem Achtelfinaleinzug beim LG Cup, den er in der Mastersqualifikation wiederholen konnte. Beim Irish Masters erreichte er die letzten 32, bevor er bei der Snookerweltmeisterschaft 2004 die Saison mit einem weiteren Achtelfinale abschloss, nachdem er unter anderem Mark Selby und Stephen Lee, damals Nummer 9 der Weltrangliste, besiegt hatte. Es folgte aber eine völlig verkorkste Saison fast ausschließlich mit Auftaktniederlagen, darunter ein 0:10 gegen Ricky Walden bei der Weltmeisterschaft. Nachdem er zwischenzeitlich wieder auf Platz 58 der Weltrangliste gestiegen war, musste der Waliser 2005/06 um den Verbleib auf der Main Tour kämpfen. Das Erreichen der letzten 32 beim Grand Prix blieb jedoch sein einziger Saisonerfolg und so verlor er nach 12 Jahren wieder seinen Profistatus.

### Amateurjahre und späte Tourrückkehr

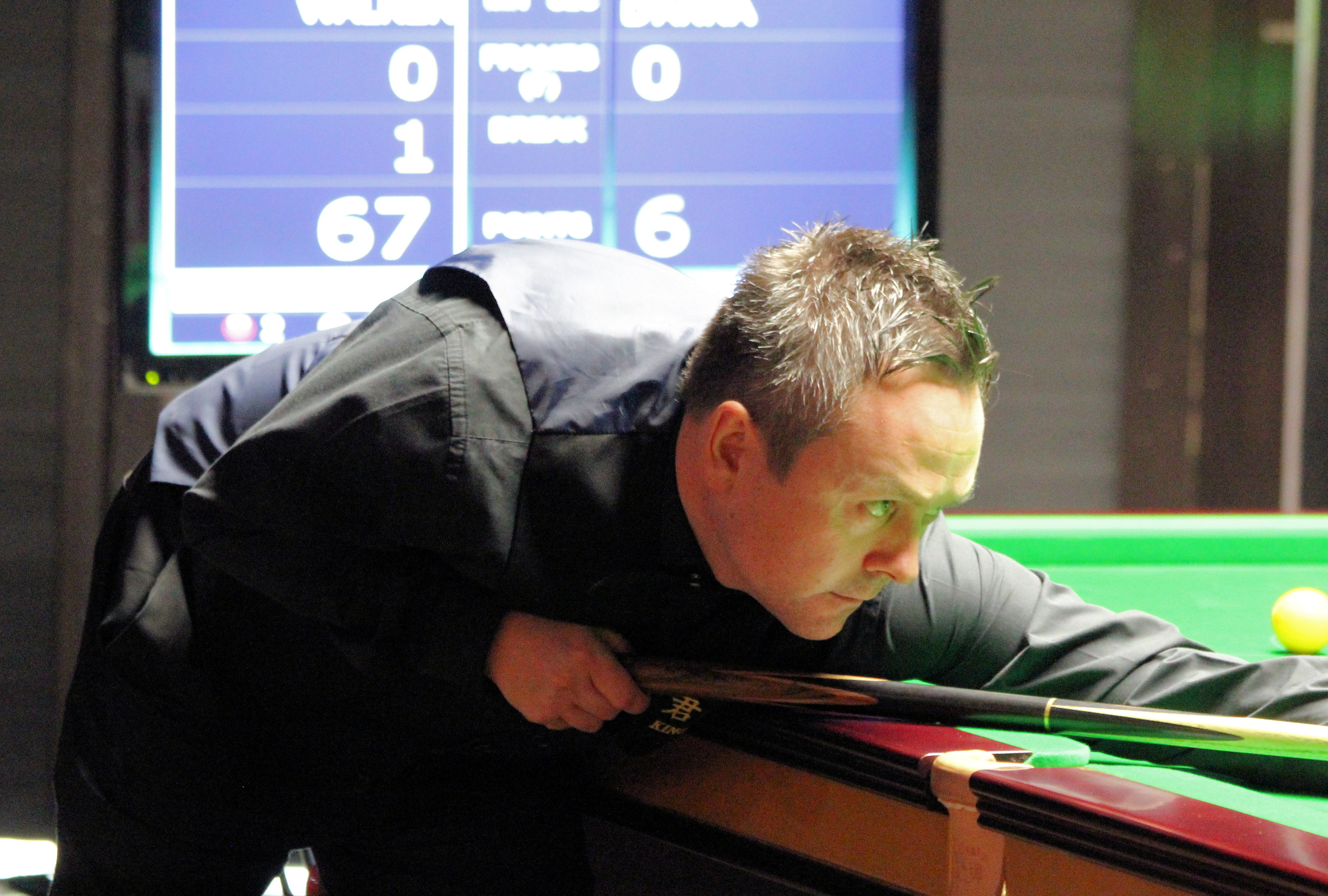
Lee Walker beim Paul Hunter Classic 2018

Walker nahm im Jahr darauf an der PIOS-Tour teil, um sich wieder zu qualifizieren und erreichte bei den acht Turnieren zweimal das Finale und je einmal noch Halb- und Viertelfinale. In der PIOS-Wertung wurde er Dritter und kehrte damit auf die Main Tour zurück. Aber nur bei der Northern Ireland Trophy konnte er in der Saison 2007/08 weiter vordringen, was zu wenig war für eine weitere Profisaison. Nach einem Jahr Pause versuchte er in den folgenden beiden Jahren über die PIOS-Turniere und nach deren Abschaffung über die Q School eine Wiederqualifikation. Bei der Q School 2011 scheiterte er im entscheidenden Spiel gegen Simon Bedford. Im selben Jahr trat er auch bei der Amateurweltmeisterschaft an, wo er das Finale erreichte und knapp mit 9:10 gegen Hossein Vafaei verlor. Damit verpasste er eine zweite Qualifikationsmöglichkeit in diesem Jahr um ein Spiel.
Während seiner Amateurzeit gewann Lee Walker zwei Titel mit dem Team und wurde 2009 und 2011 mit Wales Europameister. 2014 erreichte er Platz eins der Amateurrangliste in Wales und trat daraufhin mit 38 Jahren noch einmal in der Q School an. Beim zweiten Turnier gewann er seine Gruppe und nach den neuen Regeln hatte er damit das Main-Tour-Ticket für die nächsten beiden Spielzeiten sicher. In der Saison 2014/15 konnte er immerhin viermal sein Auftaktmatch gewinnen, darunter das bei den Welsh Open gegen den Weltranglistendritten Ding Junhui und bei der Weltmeisterschaft gegen David Morris. Die folgende Saison begann er damit als Nummer 83 der Weltrangliste. Im zweiten Jahr erreichte er zwar immerhin bei der International Championship und den China Open mit einem Sieg über Ding Junhui die letzten 32, die anderen größeren Turniere verliefen aber weniger erfolgreich. So kam er am Saisonende nicht über Platz 74 der Rangliste hinaus und hätte seinen Profistatus wieder verloren. Allerdings hatte er bei fast allen Turnieren der Players Tour Championship gepunktet und als zweitbester nicht qualifizierter Spieler der Tourwertung bekam er erneut ein zweijähriges Startrecht.
In der Saison 2016/17 war sein erstes besseres Ergebnis die Runde der Letzten 32 beim Paul Hunter Classic. Sonst schied er immer spätestens in Runde 2 aus. Das änderte sich erst im neuen Jahr, als er bei den Welsh Open Neil Robertson und Graeme Dott besiegte und ins Achtelfinale einzog. Beim Gibraltar Open erreichte er Runde 3 und in Runde 3 bei der WM verpasste er durch eine 8:10-Niederlage gegen Noppon Saengkham knapp den Endrundeneinzug. Damit hatte er sich eine bessere Ausgangsposition geschaffen als zwei Jahre zuvor. In der nächsten Saison brauchte er allerdings wieder einen gewissen Anlauf, bevor er bei den World Open den Weltranglistenersten Mark Selby mit 5:2 schlug und bis ins Achtelfinale kam. Danach folgten wieder sehr viele Auftaktniederlagen, bis die Gibraltar Open kamen. Nach 3 Siegen traf er im Achtelfinale auf Anthony McGill, einen Top-16-Spieler, und gewann mit 4:2. Damit hatte er sein bestes Karriereergebnis eingestellt, er besiegte aber anschließend mit Kyren Wilson einen weiteren Top-Nachwuchsspieler mit 4:0 und erreichte sein erstes Halbfinale bei einem Profiturnier. Das verlor er dann aber gegen Cao Yupeng. Leider war es ein Turnier mit geringer Wertigkeit für die Rangliste und nach zwei Zweitrundenniederlagen zum Saisonende verpasste er Platz 64 um wenige Plätze. Von den Spielern ab Platz 65 war er aber einer der besten Spieler in der Ein-Jahres-Wertung und das genügte diesmal für eine Verlängerung seines Profistatus.
Mit zwei Qualifikationssiegen startete Walker in die Saison 2018/19 und beim Paul Hunter Classic wiederholte er mit dem Erreichen des Viertelfinals sein zweitbestes Turnierergebnis. Danach kam er aber bei keinem Turnier mehr über die zweite Runde hinaus und kassierte viele Auftaktniederlagen. Höhepunkt der nächsten Saison waren die English Open 2019, wo er in Runde 3 den Weltmeister und Weltranglistenersten Judd Trump schlug und mit einem umkämpften 4:3 gegen Gary Wilson das nächste Viertelfinale schaffte. Da er aber bei allen anderen Turnieren wieder früh ausschied, langte es nicht für einen Platz unter den Top 64 und er musste sich neu qualifizieren, um weiter an der Profitour teilnehmen zu dürfen. Dies schaffte er bereits im ersten Anlauf in der Q School, wo ihm ein 4:1 gegen Simon Blackwell 2 weitere Profijahre brachte. Doch nach dem ersten Jahr stand er bereits wieder am Ende des Spielerfelds. Bis zum Dezember brauchte er für seinen ersten Sieg, nur ein weiterer Sieg bei einem Ausscheidungsturnier kam hinzu. Und auch 3 Siege in den 7 Gruppenspielen der WST Pro Series brachten ihn nicht viel weiter. Lee beendete die Snooker-Saison 2021/22 mit dem Ausscheiden in der zweiten Runde der Qualifikation zur Snookerweltmeisterschaft 2022 und dem 91. Platz in der Rangliste, womit er erneut seine Tour Card verlor.
Unmittelbar nach der Weltmeisterschaft gewann Walker die als Amateurturnier ausgerichtete World Seniors Championship 2022 mit einem 5:4 im Finale gegen Jimmy White und nach Siegen unter anderen über die beiden Ex-Weltmeister Stephen Hendry und Ken Doherty. Lee qualifizierte sich dadurch für das Einladungsturnier Champion of Champions 2022, er verlor aber im ersten Spiel mit 0:4 gegen Mark Selby. Darüber hinaus beschränkte er sich auf Seniorenturniere und gewann das walisische Senioren-Masters 2023.

### Lee Walker als Trainer
Während Walker als Amateur spielte, schloss er im März 2011 auch eine Qualifizierung als offizieller Snookertrainer (Level 2) der WPBSA ab. Er arbeitet nicht nur in seiner Heimat in Südwales, sondern betreibt unter anderem auch Nachwuchsarbeit in Schweden und Hong Kong. Auch in seinen Profijahren ab 2014 setzte er seine Trainertätigkeit fort.
Lee Walker ist eng befreundet mit dem ebenfalls aus Wales stammenden dreifachen Weltmeister Mark Williams. Mit Steve Feeney hatten sie nach 2015 auch einen gemeinsamen Trainer, der außerdem auch noch Ronnie O’Sullivan und Stuart Bingham betreute.

## Erfolge
Ranglistenturniere:
- Halbfinale: Gibraltar Open (2018)
- Viertelfinale: Weltmeisterschaft (1997), Paul Hunter Classic (2018), English Open (2019)
- Achtelfinale: Weltmeisterschaft (2004), UK Championship (1999), Welsh Open (1999, 2017), LG Cup (2003), World Open (2017)

Andere Profiturniere:
- Viertelfinale: Benson and Hedges Championship (2001)
- Achtelfinale: Benson and Hedges Championship (2003)

Qualifikationsturniere:
- WPBSA Qualifying School – Event 1 (1997)
- PIOS-Serie (2006/07)
- Q School (2014 – Turnier 2, 2020 – Turnier 1)

Amateurturniere:
- Welsh Youth Champion (2×)
- UK Youth Champion
- European Team Champion mit Wales (2×)
- Finale: Weltmeisterschaft (2011)
- World Seniors Championship (2022)
- Welsh Masters Champion (2023)